# Barbeya oleoides
Barbeya oleoides és l'única espècie del gènere Barbeya i de la família Barbeyaceae. És un arbret que és planta nativa de les muntanyes de Somàlia, Etiòpia, i la Península d'Aràbia. Localment és abundant en la zona de transició entre les regions afromontanes i les terres més baixes.
La família Barbeyaceae està estretament emparentada amb la família Dirachmaceae.